# Joseph Staten
Joseph Staten es un escritor estadounidense más conocido para su trabajo en el estudio de videojuego Bungie.
En Bungie, Staten sirvió tan director de cinemáticas para los juegos del estudio, incluyendo Halo;  escribia guiones de misión y diálogo de película para los títulos. También ha sido implicado en gestor la expansión del Halo franquicia a otros estudios de juego y productores, incluyendo Peter Jackson  Wingnut Interactivo. Aunque no un autor publicado anteriormente, Tor los libros se acercaron Staten para escribir el quinto Halo novelization, Halo: Contact Harvest. Liberado en 2007, la novela logró #3 encima lista de best seller del The New York Times en la primera semana de su liberación y recibió notas positivas. Staten rejoined Estudios de Microsoft como director creativo sénior el 9 de enero de 2014.

## Educación y primeros años
Joseph Staten es el hijo de un ministro quién es un profesor de teología y filosofía de religión. Introduzca Northwestern Universidad en 1990 con la aspiración de devenir un actor profesional. Dándose cuenta no sea material de hombre principal,  cambie su foco a otros temas y graduados con un Bachelor de grado de Ciencia en comunicación y estudios internacionales en 1994. Staten También ha estudiado en la Universidad de Chicago,  donde reciba un Maestro de grado de Artes en relaciones internacionales en 1997.
Después de ser rehusado para ocupación con la Agencia de Inteligencia Central, Staten cayó la idea de introducir el servicio extranjero y en cambio ayudó su familia en su winery en Sonoma Valle. Persiga un número de trabajos antes de devenir un miembro de personal en estudio de desarrollo del juego Bungie en 1998 después de conocer algún de los desarrolladores en partidos de Mito on-line.

## Bungie
Staten función anterior en Bungie era director de cinematics y era responsable para el en-películas de juego para Bungie  Halo: el combate Evolucionó, Halo 2, y Halo 3. Trabajo en los juegos en "crunch el tiempo" implicó semanasde80 horas y tramos sin dormir maxing fuera en 72 horas. Staten Trabajó al lado tres otros escritores de personal en Bungie, cada cual con su función separada propia: Frank O'Connor desarrolló Halo 3  diálogo de combate, Rob McLees centró encima Halo canon y trabajando con autorizar socios, Luke Smith interaccionó con los seguidores on-line, y Staten desarrolló el cinematics y guiones de misiones. Staten Dicho en una entrevista que lo considere desafiando para escribir para los juegos, cuando "primera persona shooters [es] todo aproximadamente escribiendo 'entre las balas'"—relacionando información de parcela a los jugadores en entre secuencias de acción. "Necesitas ser eficaz y listo de dar jugadores la historia—el contexto— necesitan. Pero no quieres empujar demasiado duro o lo rehusarán." Durante su trabajo en los juegos lea trabajos de ficción de la ciencia por Iain Bancos, Robert Un. Heinlein, y Vernor Vinge. Además de sus contribuciones de escritura, Staten deja su voz a los alienígenas pequeños sabidos tan Grunts en todo tres videojuegos.
Aun así anterior Halo las novelas habían sido escritas por a escritores profesionales les gusta Eric Nylund y William C. Dietz, editor Tor los libros escogieron Staten para escribir el quinto Halo novelization, tituló Halo: Cosecha de Contacto. Editor Eric Raab notado en la nota de prensa del libro aquello "quién mejor de decir el cuento" del encuentro de la humanidad con el alienígena antagonista Covenant que Staten, quién tuvo "conocimiento íntimo" de la serie' historia. La novela es un ensemble pieza, con la acción que es narrado de ambos humano y puntos de vista de alienígena; el trabajo de Staten ciencia favorita-autores de ficción ayudaron enseñarle la importancia de honing una "voz fuerte, compatible". Staten Encontrado que escribiendo obligando la acción implicó retrasar cosas abajo, paradójicamente el opuestos del rápidos-paced gameplay de un Halo título. Considere el libro la manera perfecta de extenderse sobre el Halo historia sin desnudarlo abajo para un videojuego, y carne fuera del carácter de Avery Johnson más de los juegos había dejado.

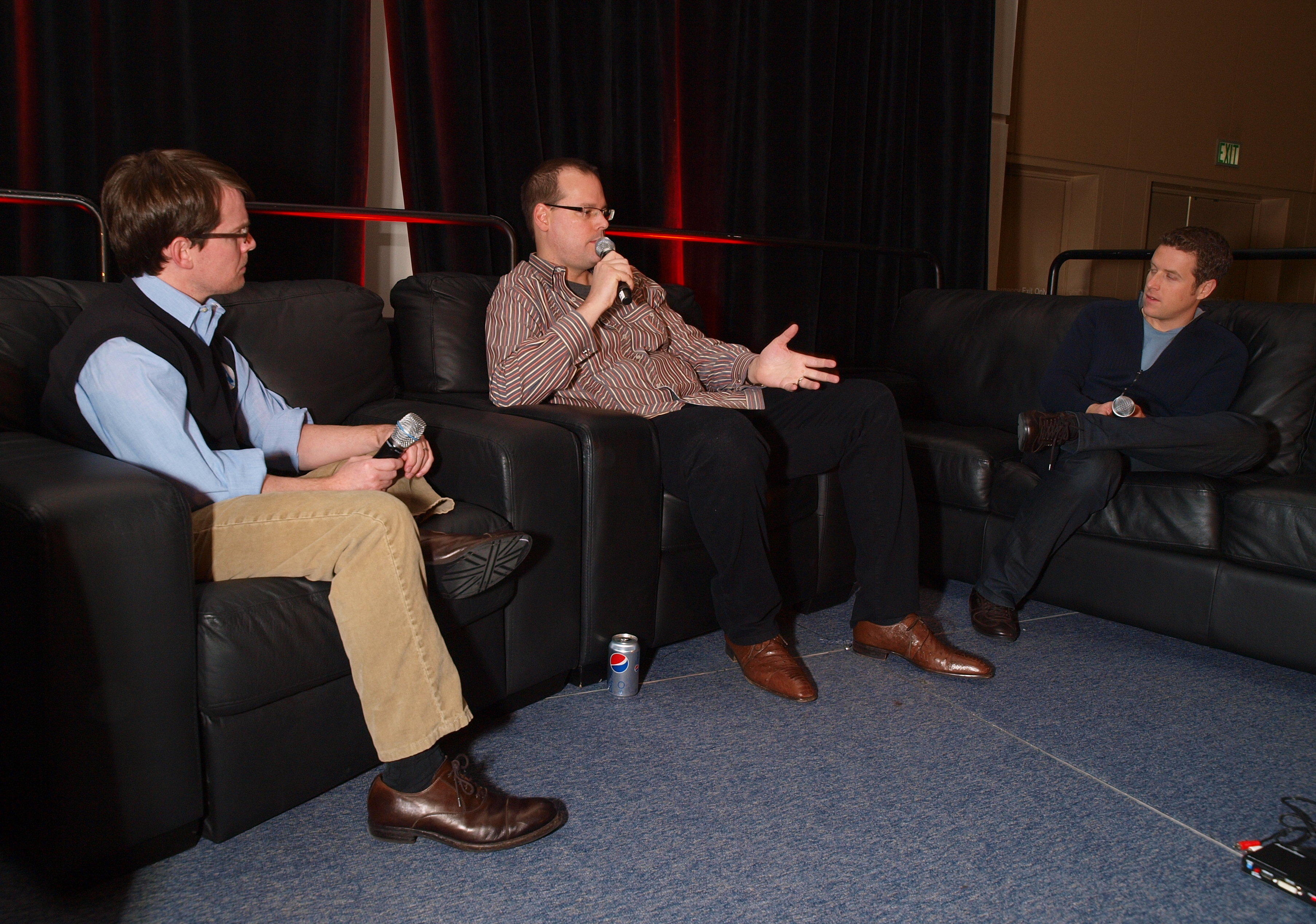
Staten (Izquierdo) habla construir franquicias de juego en los 2010 Desarrolladores de Juego Conferencia.

Al salir, Contact Harvest logró llegar al #3 en la lista de best seller del New York Times, donde estuvo ahí durante cuatro semanas. La novela también apareció en USA Today best seller. Reviewers Notaron que a pesar de ser un escritor sin notabilidad, Staten había tenido éxito en crear una novela excelente. El éxito de la novela estuvo considerado para ser evidencia que los juegos rompían al mainstream, y que el género devenía cada vez más sobre la historia.
Después de que la liberación de Contact Harvest Staten jugó una función importante en el desarrollo de ramas de la franquicia de Halo. Viajó a Nueva Zelanda muchas veces para trabajar con Peter Jackson y Weta Workshop. Staten Asistió con la ficción de Halo Wars, título de Ensemble Studios y la ahora-aplazada película de Halo. En entrevistas, Staten ha explicado que el protagonista del juego, el Jefe Maestro, serviría como personaje de apoyo más que quién la película centraría. Trabajó en el desarrollo de historia para la expansión de Halo 3, Halo 3: ODST. Staten proporciono las voces para un número de personajes temporalmente durante la presentación de prueba del juego en diciembre del 2008. Staten estuvo trabajando para Bungie como escritor y director de diseño para Destiny El 24 de septiembre de 2013, Bungie anunció que Staten había dejado la compañía para perseguir retos creativos nuevos.

## Microsoft
Staten regresó a Microsoft Studios (ahora conocidos como Xbox Game Studios) como director creativo el 9 de enero de 2014. El 12 de marzo de 2015, el sitio oficial de 343 Industries publicó un blog que detalla una lista nuevas novelas de Halo. Una de las novelas que listó es Halo: Shadow of Intent escrita por Joseph Staten y salió el 7 de diciembre de 2015. Es el escritor principal de Micros para  ReCore y Crackdown 3, lanzado el 13 de septiembre de 2016 y el 15 de febrero de 2019 respectivamente.
El 26 de agosto de 2020, 343 Industries anunció que Staten se unió el equipo como Lider del Projecto de Campaña para Halo Infinite. 343 Industries más tarde anunciaron que la función de Joseph había cambiado para Lider Creativo para Halo Infinito.

## Vida personal
Staten está casado y tiene dos hijos. El 18 de junio de 2011,  él dio la convocación a la clase de 2011 del Northwestern Escuela Universitaria de Comunicación .